# Francesc Albertí Palau
Francesc Albertí Palau (Banyalbufar, 1926 - Palma, 1995) fou un empresari i dirigent empresarial.
Va dirigir la seva activitat empresarial cap a les indústries d'exhibició cinematogràfica, arts gràfiques i a les auxiliars de la construcció. Des de 1973 va ser president de l'Assistència Palmesana. El 1977 va ser membre fundador de la Confederació d'Associacions Empresarials de Balears (CAEB) i tresorer de la primera junta. Després, el 1981, en va ser elegit president. A partir de 1975 formà part del grup de debat i opinió Tramuntana. Molt vinculat a la línia política de la CEOE i del Foment del Treball va adoptar un posicionament favorable a l'autogovern de les Illes Balears i de defensa d'un nou règim fiscal i de finançament, col·laborant de manera activa amb les campanyes cíviques de l'Obra Cultural Balear.